# SN 2003ks
SN 2003ks – supernowa typu Ia odkryta 21 listopada 2003 roku w galaktyce A023134-0836. W momencie odkrycia miała maksymalną jasność 22,20m.